# Verges (Jura)
Verges é uma comuna francesa na região administrativa de Borgonha-Franco-Condado, no departamento de Jura. Estende-se por uma área de 6,16 km². Em 2010 a comuna tinha 196 habitantes (densidade: 31,8 hab./km²).